# Parabrachyscelio platycephalus
Parabrachyscelio platycephalus är en stekelart som beskrevs av Jean Risbec 1957. Parabrachyscelio platycephalus ingår i släktet Parabrachyscelio och familjen Scelionidae. Inga underarter finns listade i Catalogue of Life.